# Salvador Escolá Arimany
Salvador Escolá Arimany (Sarrià, 1854 - Madrid, 1905) fou un pintor català. Després de ser becat per l'Acadèmia de Belles Arts de Barcelona, va marxar a Roma per completar la seva formació. De 1876 a 1879 va residir a Uruguai i Brasil, on va exposar els seus primers quadres i va guanyar fama de retratista, gènere al que d'ara endavant va consagrar la major part de les seves obres.
Va tornar a la península i es va instal·lar a Barcelona, per desplaçar-se el 1884 a Saragossa, on va contreure matrimoni. Va continuar amb la seva trajectòria de retratista i va mostrar especial interès pels clarobscurs i els efectes de llum. L'epidèmia de còlera de 1885 el va obligar a emigrar a Portugal. S'introduí a la cort de Lluís I on aconseguí l'èxit i fou sol·licitat per a retratar la família reial (Lluís I i Carles I) i a destacades personalitats de la vida cultural i política de Portugal.
En 1895 se li encarrega des d'Espanya el retrat de Práxedes Mateo Sagasta (1827-1903), fet que l'acredità com a prestigiós pintor, segons testimoniatges de l'època. De retorn a Espanya s'establí a Madrid, on rebé importants encàrrecs institucionals, entre ells el retrat de Segismundo Moret (1838-1913), president de les Corts.
Entre 1896 i 1898 es desplaça esporàdicament a Portugal per complir amb diversos encàrrecs de la família reial. A Espanya, ja era un consagrat pintor i aconseguí el reconeixement professional. Morí als 51 anys.